# Olympische Sommerspiele 2020/Teilnehmer (Kenia)
| Gelbes Symbol für Goldmedaillen mit stilisierten Olympischen Ringen | Graues Symbol für Silbermedaillen mit stilisierten Olympischen Ringen | Braundes Symbol für Bronzemedaillen mit stilisierten Olympischen Ringen |
| ------------------------------------------------------------------- | --------------------------------------------------------------------- | ----------------------------------------------------------------------- |
| 4                                                                   | 4                                                                     | 2                                                                       |

Kenia nahm an den Olympischen Spielen 2020 in Tokio mit 85 Sportlern in sieben Sportarten teil. Es war die insgesamt 15. Teilnahme an Olympischen Sommerspielen.

## Medaillengewinner

### Gold
| Name              | Sportart       | Wettkampf       |
| ----------------- | -------------- | --------------- |
| Emmanuel Korir    | Leichtathletik | 800 m Männer    |
| Eliud Kipchoge    | Leichtathletik | Marathon Männer |
| Faith Kipyegon    | Leichtathletik | 1500 m Frauen   |
| Peres Jepchirchir | Leichtathletik | Marathon Frauen |

### Silber
| Name                      | Sportart       | Wettkampf       |
| ------------------------- | -------------- | --------------- |
| Ferguson Cheruiyot Rotich | Leichtathletik | 800 m Männer    |
| Timothy Cheruiyot         | Leichtathletik | 1500 m Männer   |
| Hellen Obiri              | Leichtathletik | 5000 m Frauen   |
| Brigid Kosgei             | Leichtathletik | Marathon Frauen |

### Bronze
| Name           | Sportart       | Wettkampf               |
| -------------- | -------------- | ----------------------- |
| Benjamin Kigen | Leichtathletik | 3000 m Hindernis Männer |
| Hyvin Kiyeng   | Leichtathletik | 3000 m Hindernis Frauen |

## Teilnehmer nach Sportarten

### Beachvolleyball
| Athleten                              | Gruppenphase           | Gruppenphase      | Gruppenphase | Gruppenphase | Achtelfinale  | Achtelfinale  | Viertelfinale | Viertelfinale | Halbfinale    | Halbfinale    | Finale        | Finale        | Rang |
| Athleten                              | Gegner                 | Ergebnis          | Punkte       | Rang         | Gegner        | Ergebnis      | Gegner        | Ergebnis      | Gegner        | Ergebnis      | Gegner        | Ergebnis      | Rang |
| ------------------------------------- | ---------------------- | ----------------- | ------------ | ------------ | ------------- | ------------- | ------------- | ------------- | ------------- | ------------- | ------------- | ------------- | ---- |
| Frauen                                |                        |                   |              |              |               |               |               |               |               |               |               |               |      |
| Gaudencia Makokha Brackcides Khadambi | Ana Patrícia / Rebecca | 0:2 (15:21, 9:21) | 3            | 4            | ausgeschieden | ausgeschieden | ausgeschieden | ausgeschieden | ausgeschieden | ausgeschieden | ausgeschieden | ausgeschieden | 19   |
| Gaudencia Makokha Brackcides Khadambi | Claes / Sponcil        | 0:2 (8:21, 6:21)  | 3            | 4            | ausgeschieden | ausgeschieden | ausgeschieden | ausgeschieden | ausgeschieden | ausgeschieden | ausgeschieden | ausgeschieden | 19   |
| Gaudencia Makokha Brackcides Khadambi | Graudiņa / Kravčenoka  | 0:2 (6:21, 14:21) | 3            | 4            | ausgeschieden | ausgeschieden | ausgeschieden | ausgeschieden | ausgeschieden | ausgeschieden | ausgeschieden | ausgeschieden | 19   |

### Boxen
| Athleten          | Wettbewerb               | 1. Runde       | 1. Runde | Achtelfinale  | Achtelfinale  | Viertelfinale | Viertelfinale | Halbfinale    | Halbfinale    | Finale        | Finale        | Rang |
| Athleten          | Wettbewerb               | Gegner         | Ergebnis | Gegner        | Ergebnis      | Gegner        | Ergebnis      | Gegner        | Ergebnis      | Gegner        | Ergebnis      | Rang |
| ----------------- | ------------------------ | -------------- | -------- | ------------- | ------------- | ------------- | ------------- | ------------- | ------------- | ------------- | ------------- | ---- |
| Frauen            |                          |                |          |               |               |               |               |               |               |               |               |      |
| Christine Ongare  | Fliegengewicht bis 51 kg | I. Magno       | 0:5      | ausgeschieden | ausgeschieden | ausgeschieden | ausgeschieden | ausgeschieden | ausgeschieden | ausgeschieden | ausgeschieden | 17   |
| Elizabeth Akinyi  | Weltergewicht bis 69 kg  | Freilos        | Freilos  | A. Panguana   | RSC           | ausgeschieden | ausgeschieden | ausgeschieden | ausgeschieden | ausgeschieden | ausgeschieden | 9    |
| Männer            |                          |                |          |               |               |               |               |               |               |               |               |      |
| Nick Okoth        | Federgewicht bis 57 kg   | E. Tsendbaatar | 2:3      | ausgeschieden | ausgeschieden | ausgeschieden | ausgeschieden | ausgeschieden | ausgeschieden | ausgeschieden | ausgeschieden | 17   |
| Elly Ajowi Ochola | Schwergewicht bis 91 kg  | Freilos        | Freilos  | J. C. La Cruz | 0:5           | ausgeschieden | ausgeschieden | ausgeschieden | ausgeschieden | ausgeschieden | ausgeschieden | 9    |

### Leichtathletik
Mark Odhiambo stand schon vor dem 100-Meter-Lauf unter Doping-Verdacht und wurde von der Unabhängigen Integritätskommission (AIU) des Leichtathletikweltverbandes World Athletics vorläufig suspendiert.
 Laufen und Gehen 
| Athleten              | Wettbewerb       | Runde 1      | Runde 1 | Halbfinale    | Halbfinale    | Finale        | Finale        |
| Athleten              | Wettbewerb       | Zeit         | Rang    | Zeit          | Rang          | Zeit          | Rang          |
| --------------------- | ---------------- | ------------ | ------- | ------------- | ------------- | ------------- | ------------- |
| Frauen                |                  |              |         |               |               |               |               |
| Hellen Syombua        | 400 m            | 52,70 s      | 5       | ausgeschieden | ausgeschieden | ausgeschieden | ausgeschieden |
| Mary Moraa            | 800 m            | 2:01,66 min  | 3       | 2:00,47 min   | 3             | ausgeschieden | ausgeschieden |
| Eunice Sum            | 800 m            | 2:03,00 min  | 6       | ausgeschieden | ausgeschieden | ausgeschieden | ausgeschieden |
| Emily Tuei            | 800 m            | 2:08,08 min  | 8       | ausgeschieden | ausgeschieden | ausgeschieden | ausgeschieden |
| Winny Chebet          | 1500 m           | 4:03,93 min  | 3       | 4:11,62 min   | 13            | ausgeschieden | ausgeschieden |
| Edinah Jebitok        | 1500 m           | 4:10,72 min  | 12      | 4:05,56 min   | 13            | ausgeschieden | ausgeschieden |
| Faith Kipyegon        | 1500 m           | 4:01,40 min  | 1       | 3:56,80 min   | 1             | 3:53,11 min   | Gold          |
| Lilian Kasait         | 5000 m           | 14:50,36 min | 5       | —             | —             | 14:55,85 min  | 12            |
| Hellen Obiri          | 5000 m           | 14:55,77 min | 2       | —             | —             | 14:38,36 min  | Silber        |
| Agnes Tirop           | 5000 m           | 14:48,01 min | 2       | —             | —             | 14:39,62 min  | 4             |
| Sheila Chelangat      | 10.000 m         | —            | —       | —             | —             | 31:48,23 min  | 16            |
| Irene Cheptai         | 10.000 m         | —            | —       | —             | —             | 30:44,00 min  | 6             |
| Hellen Obiri          | 10.000 m         | —            | —       | —             | —             | 30:24,27 min  | 4             |
| Ruth Chepngetich      | Marathon         | —            | —       | —             | —             | DNF           | —             |
| Peres Jepchirchir     | Marathon         | —            | —       | —             | —             | 2:27:20 h     | Gold          |
| Brigid Kosgei         | Marathon         | —            | —       | —             | —             | 2:27:36 h     | Silber        |
| Beatrice Chepkoech    | 3000 m Hindernis | 9:19,82 min  | 3       | —             | —             | 9:16,33 min   | 7             |
| Purity Kirui          | 3000 m Hindernis | 9:30,13 min  | 5       | —             | —             | ausgeschieden | ausgeschieden |
| Hyvin Kiyeng          | 3000 m Hindernis | 9:23,17 min  | 1       | —             | —             | 9:05,39 min   | Bronze        |
| Männer                |                  |              |         |               |               |               |               |
| Ferdinand Omanyala    | 100 m            | 10,01 s      | 3       | 10,00 s       | 3             | ausgeschieden | ausgeschieden |
| Emmanuel Korir        | 400 m            | DSQ          | DSQ     | ausgeschieden | ausgeschieden | ausgeschieden | ausgeschieden |
| Emmanuel Korir        | 800 m            | 1:45,33 min  | 1       | 1:44,74 min   | 2             | 1:45,06 min   | Gold          |
| Ferguson Rotich       | 800 m            | 1:43,75 min  | 1       | 1:44,04 min   | 1             | 1:45,23 min   | Silber        |
| Michael Saruni        | 800 m            | 1:45,21 min  | 2       | 1:44,55 min   | 8             | ausgeschieden | ausgeschieden |
| Timothy Cheruiyot     | 1500 m           | 3:36,01 min  | 2       | 3:33,95 min   | 3             | 3:29,01 min   | Silber        |
| Abel Kipsang          | 1500 m           | 3:40,68 min  | 1       | 3:31,65 min   | 1             | 3:29,56 min   | 4             |
| Charles Simotwo       | 1500 m           | 3:37,26 min  | 10      | 3:34,61 min   | 6             | ausgeschieden | ausgeschieden |
| Nicholas Kimeli       | 5000 m           | 13:38,87 min | 1       | —             | —             | 12:59,17 min  | 4             |
| Samwel Chebolei Masai | 5000 m           | DNS          | DNS     | —             | —             | ausgeschieden | ausgeschieden |
| Daniel Simiu Ebenyo   | 5000 m           | 13:41,64 min | 10      | —             | —             | ausgeschieden | ausgeschieden |
| Rhonex Kipruto        | 10.000 m         | —            | —       | —             | —             | 27:52,78 min  | 9             |
| Rodgers Kwemoi        | 10.000 m         | —            | —       | —             | —             | 27:50,06 min  | 7             |
| Weldon Langat         | 10.000 m         | —            | —       | —             | —             | 28:41,42 min  | 20            |
| Lawrence Cherono      | Marathon         | —            | —       | —             | —             | 2:10:02 h     | 4             |
| Eliud Kipchoge        | Marathon         | —            | —       | —             | —             | 2:08:38 h     | Gold          |
| Amos Kipruto          | Marathon         | —            | —       | —             | —             | DNF           | DNF           |
| Leonard Bett          | 3000 m Hindernis | 8:19,62 min  | 5       | —             | —             | ausgeschieden | ausgeschieden |
| Abraham Kibiwott      | 3000 m Hindernis | 8:12,25 min  | 1       | —             | —             | 8:19,41 min   | 10            |
| Benjamin Kigen        | 3000 m Hindernis | 8:10,80 min  | 3       | —             | —             | 8:11,45 min   | Bronze        |

 Springen und Werfen 
| Athleten    | Wettbewerb | Qualifikation | Qualifikation | Finale        | Finale        | Rang |
| Athleten    | Wettbewerb | Weite/Höhe    | Rang          | Weite/Höhe    | Rang          | Rang |
| ----------- | ---------- | ------------- | ------------- | ------------- | ------------- | ---- |
| Männer      |            |               |               |               |               |      |
| Mathew Sawe | Hochsprung | 2,17 m        | 30            | ausgeschieden | ausgeschieden | 30   |
| Julius Yego | Speerwurf  | 77,34 m       | 24            | ausgeschieden | ausgeschieden | 24   |

### 7er-Rugby
Beim afrikanischen Qualifikationsturnier im Oktober bzw. November 2019 konnte sowohl die Frauen- als auch die Männermannschaft sich für das 7er-Rugby-Turnier in Tokio qualifizieren.
| Wettbewerb         | Frauen | Männer |
| ------------------ | --- | --- |
| Athleten           | Grace Adhiambo Vivian Akumu Camilla Atieno Judith Okumu Sinaida Omondi Diana Ochieng Sheila Chajira Christabel Lindo Janet Okelo Philadelphia Olando Sarah Ndunde Stellah Wafula Leah Wambui | Daniel Taabu Herman Humwa Alvin Otieno Vincent Onyala Billy Odhiambo Jeff Oluoch Eden Agero Andrew Amonde Nelson Oyoo Collins Injera Johnstone Olindi Willy Ambaka Jacob Ojee |
| Trainer            | Felix Oloo | Innocent Simiyu |
| Gruppenphase       | Neuseeland (7:29) ROC (12:35) Großbritannien (0:31) | Vereinigte Staaten (14:19) Südafrika (5:14) Irland (7:12) |
| Viertelfinale      | ausgeschieden | ausgeschieden |
| Halbfinale         | ausgeschieden | ausgeschieden |
| Finale             | ausgeschieden | ausgeschieden |
| Platzierungsspiele | Japan (21:17) Kanada (10:24) | Japan (21:7) Irland (22:0) |
| Platzierung        | 10 | 9 |

### Schwimmen
| Athleten       | Wettbewerb     | Vorlauf | Vorlauf | Halbfinale    | Halbfinale    | Finale        | Finale        | Rang |
| Athleten       | Wettbewerb     | Zeit    | Rang    | Zeit          | Rang          | Zeit          | Rang          | Rang |
| -------------- | -------------- | ------- | ------- | ------------- | ------------- | ------------- | ------------- | ---- |
| Frauen         |                |         |         |               |               |               |               |      |
| Emily Muteti   | 50 m Freistil  | 26,31 s | 43      | ausgeschieden | ausgeschieden | ausgeschieden | ausgeschieden | 43   |
| Männer         |                |         |         |               |               |               |               |      |
| Danilo Rosafio | 100 m Freistil | 52,54 s | 56      | ausgeschieden | ausgeschieden | ausgeschieden | ausgeschieden | 56   |

### Taekwondo
| Athleten     | Wettbewerb        | Achtelfinale  | Achtelfinale | Viertelfinale | Viertelfinale | Hoffnungsrunde Halbfinale | Hoffnungsrunde Halbfinale | Halbfinale | Halbfinale | Hoffnungsrunde Finale | Hoffnungsrunde Finale | Finale        | Finale        | Rang |
| Athleten     | Wettbewerb        | Gegner        | Ergebnis     | Gegner        | Ergebnis      | Gegner                    | Ergebnis                  | Gegner     | Ergebnis   | Gegner                | Ergebnis              | Gegner        | Ergebnis      | Rang |
| ------------ | ----------------- | ------------- | ------------ | ------------- | ------------- | ------------------------- | ------------------------- | ---------- | ---------- | --------------------- | --------------------- | ------------- | ------------- | ---- |
| Frauen       |                   |               |              |               |               |                           |                           |            |            |                       |                       |               |               |      |
| Faith Ogallo | Klasse über 67 kg | Milica Mandić | 0:13         | —             | —             | Aleksandra Kowalczuk      | 7:15                      | —          | —          | ausgeschieden         | ausgeschieden         | ausgeschieden | ausgeschieden | 7    |

### Volleyball
Im afrikanischen Qualifikationsturnier setzten sich die kenianischen Volleyballerinnen gegen ihre nationale Konkurrenz durch und qualifizierten sich für die Wettbewerbe in Tokio. Nach 2000 in Sydney und 2004 in Athen war die Mannschaft nach 16 Jahren Abstinenz erstmals wieder beim olympischen Volleyballturnier vertreten.
| Wettbewerb    | Frauen |
| ------------- | --- |
| Athletinnen   | Jane Wacu Leonida Kasaya Sharon Chepchumba Joy Lusenaka Noel Murambi Gladys Ekaru Lorine Chebet Mercy Moim Pamela Jepkirui Agripina Kundu Emmaculate Chemtai Edith Mukuvilani |
| Trainer       | Luizomar de Moura |
| Gruppenphase  | Japan (0:3) Südkorea (0:3) Serbien (0:3) Dominikanische Republik (0:3) Brasilien (0:3)                                                                                        |
| Viertelfinale | ausgeschieden |
| Halbfinale    | ausgeschieden |
| Finale        | ausgeschieden |
| Platzierung   | 12 |